# Batu jezik
Batu jezik (ISO 639-3: btu), nigersko-kongoanski jezik uže južne bantoid skupine, koji govori oko 25 000 ljudi u nekoliko sela u nigerija|nigerijskoj državi Taraba u LGA Sardauna.
Ima tri dijalekta, amanda-afi, angwe i kamino. Zajedno s još 16 jezika (uključujući i tiv [tiv]), čini jezičnu podskupinu tivoid.

## Vanjske poveznice
- Ethnologue (14th)
- Ethnologue (15th)